# جایزه کاموئینش
جایزهٔ کاموئینش (انگلیسی: Camões Prize)، که به افتخار لوئیس دکاموئش نامگذاری شده‌است، مهم‌ترین جایزهٔ ادبی در زبان پرتغالی است. این جایزه به صورت سالانه توسط دپارتمان ملی کتاب پرتغال (Direcção-Geral do Livro e das Bibliotecas) و بنیاد کتابخانهٔ ملی برزیل (Fundação Biblioteca Nacional) به مؤلف آثار برجستهٔ نوشته‌شده به زبان پرتغالی اهدا می‌شود. جایزه نقدی کاموئینش ۱۰۰٬۰۰۰ یورو است که این جایزه را در زمرهٔ گران‌ترین جوایز ادبی جهان قرار می‌دهد.

## برندگان
| سال  | نویسنده | نویسنده                                                      | کشور            | گونه(ها)                                                            | منابع  |
| ---- | ------- | ------------------------------------------------------------ | --------------- | ------------------------------------------------------------------- | ------ |
| ۱۹۸۹ | centro  | Miguel Torga ‏(۱۹۰۷–۱۹۹۵)                                     | پرتغال          | شعر، داستان کوتاه، رمان، درام، شرح حال، جستار                       |        |
| ۱۹۹۰ |         | João Cabral de Melo Neto ‏(۱۹۲۰–۱۹۹۹)                         | برزیل           | شعر                                                                 |        |
| ۱۹۹۱ |         | José Craveirinha ‏(۱۹۲۲–۲۰۰۳)                                 | موزامبیک        | شعر، روزنامه‌نگاری                                                   |        |
| ۱۹۹۲ |         | Vergílio Ferreira ‏(۱۹۱۶–۱۹۹۶)                                | پرتغال          | رمان، داستان کوتاه، شرح حال، جستار                                  |        |
| ۱۹۹۳ | centro  | Rachel de Queiroz ‏(۱۹۱۰–۲۰۰۳)                                | برزیل           | رمان، داستان کوتاه، ترجمه، روزنامه‌نگاری، درام، شرح حال، ادبیات کودک | [ ۱ ]  |
| ۱۹۹۴ | centro  | ژورژه آمادو ‏(۱۹۱۲–۲۰۰۱)                                      | برزیل           | رمان، داستان کوتاه، شعر، ادبیات کودک، زندگی‌نامه، روزنامه‌نگاری       |        |
| ۱۹۹۵ | centro  | ژوزه ساراماگو ‏(۱۹۲۲–۲۰۱۰)                                    | پرتغال          | رمان، داستان کوتاه، درام، شعر، شرح حال، روزنامه‌نگاری، ادبیات کودک   |        |
| ۱۹۹۶ | centro  | Eduardo Lourenço ‏(۱۹۲۳ –)                                    | پرتغال          | فلسفه، نقد ادبی، جستار                                              |        |
| ۱۹۹۷ | centro  | "Pepetela"-Artur Carlos Maurício Pestana dos Santos ‏(۱۹۴۱ –) | آنگولا          | رمان، درام                                                          |        |
| ۱۹۹۸ | centro  | António Cândido de Mello e Sousa ‏(۱۹۱۸–۲۰۱۷)                 | برزیل           | نقد ادبی، نظریه ادبی، جستار، شعر                                    |        |
| ۱۹۹۹ | centro  | سوفیا د ملو براینر اندرسن ‏(۱۹۱۹–۲۰۰۴)                        | پرتغال          | شعر، داستان کوتاه، درام، ادبیات کودک، ترجمه، جستار                  |        |
| ۲۰۰۰ |         | Autran Dourado ‏(۱۹۲۶–۲۰۱۲)                                   | برزیل           | رمان، داستان کوتاه، جستار، شرح حال                                  |        |
| ۲۰۰۱ | centro  | Eugénio de Andrade ‏(۱۹۲۳–۲۰۰۵)                               | پرتغال          | شعر، ادبیات کودک، ترجمه، داستان کوتاه                               |        |
| ۲۰۰۲ | centro  | Maria Velho da Costa ‏(۱۹۳۸ –)                                | پرتغال          | رمان، داستان کوتاه، درام، جستار، فیلم‌نامه                           |        |
| ۲۰۰۳ |         | Rubem Fonseca ‏(۱۹۲۵ –)                                       | برزیل           | رمان، داستان کوتاه، فیلم‌نامه                                        |        |
| ۲۰۰۴ |         | Agustina Bessa-Luís ‏(۱۹۲۲ –)                                 | پرتغال          | رمان، داستان کوتاه، درام، جستار، ادبیات کودک، زندگی‌نامه، شرح حال    |        |
| ۲۰۰۵ | centro  | Lygia Fagundes Telles ‏(۱۹۲۳ –)                               | برزیل           | رمان، داستان کوتاه                                                  |        |
| ۲۰۰۶ |         | José Luandino Vieira ‏(۱۹۳۵ –) – رد کرد                       | پرتغال / آنگولا | رمان، داستان کوتاه، روزنامه‌نگاری، ادبیات کودک، ترجمه                | [ ۲ ]  |
| ۲۰۰۷ | centro  | آنتونیو لوبو آنتونش ‏(۱۹۴۲ –)                                 | پرتغال          | رمان، داستان کوتاه                                                  |        |
| ۲۰۰۸ | centro  | João Ubaldo Ribeiro ‏(۱۹۴۱ – ۲۰۱۴)                            | برزیل           | رمان، داستان کوتاه، روزنامه‌نگاری، ادبیات کودک، جستار                |        |
| ۲۰۰۹ | centro  | Arménio Vieira ‏(۱۹۴۱ –)                                      | کیپ ورد         | شعر، روزنامه‌نگاری                                                   |        |
| ۲۰۱۰ | centro  | Ferreira Gullar ‏(۱۹۳۰–۲۰۱۶)                                  | برزیل           | شعر، داستان کوتاه، جستار، نقد هنری، زندگی‌نامه                       | [ ۳ ]  |
| ۲۰۱۱ |         | Manuel António Pina ‏(۱۹۴۳–۲۰۱۲)                              | پرتغال          | شعر، ادبیات کودک، درام، داستان کوتاه، روزنامه‌نگاری                  | [ ۴ ]  |
| ۲۰۱۲ |         | Dalton Trevisan ‏(۱۹۲۵ –)                                     | برزیل           | داستان کوتاه، رمان                                                  |        |
| ۲۰۱۳ | centro  | Mia Couto ‏(۱۹۵۵ -)                                           | موزامبیک        | رمان، داستان کوتاه، شعر                                             | [ ۵ ]  |
| ۲۰۱۴ |         | Alberto da Costa e Silva ‏(۱۹۳۱ -)                            | برزیل           | تاریخ، شعر، شرح حال، جستار، زندگی‌نامه                               | [ ۶ ]  |
| ۲۰۱۵ |         | Hélia Correia ‏(۱۹۴۹ -)                                       | پرتغال          | رمان، ادبیات کودک، درام، شعر                                        | [ ۷ ]  |
| ۲۰۱۶ | centro  | Raduan Nassar ‏(۱۹۳۵ -)                                       | برزیل           | داستان کوتاه، رمان                                                  | [ ۸ ]  |
| ۲۰۱۷ | centro  | مانوئل الگره ‏(۱۹۳۶ -)                                        | پرتغال          | شعر، رمان                                                           | [ ۹ ]  |
| ۲۰۱۸ | centro  | Germano Almeida ‏(۱۹۴۵ -)                                     | کیپ ورد         | رمان                                                                | [ ۱۰ ] |

## برندگان بر پایهٔ کشور
- پرتغال – ۱۳
- برزیل – ۱۲
- آنگولا – ۲
- موزامبیک – ۲
- کیپ ورد – ۲